# Planchonella peekelii
Planchonella peekelii är en tvåhjärtbladig växtart som först beskrevs av Kurt Krause, och fick sitt nu gällande namn av Herman Johannes Lam. Planchonella peekelii ingår i släktet Planchonella och familjen Sapotaceae. Inga underarter finns listade i Catalogue of Life.